# Philip Taft
Philip Taft (* 22. März 1902 in Syracuse, New York; † 17. November 1976 in Providence, Rhode Island) war ein US-amerikanischer Historiker und Hochschullehrer an der Brown University.
Taft musste früh eigenes Geld verdienen und nahm viele einfache Tätigkeiten an. Er trat in die Industrial Workers of the World (IWW) ein und wurde ein Organisator. Später verteidigte er IWW Mitglieder in New York City. Nach der Abendschule studierte er an der University of Wisconsin–Madison bis zum B.A.-Abschluss in Wirtschaft 1932. Anschließend promovierte er bei Selig Perlman und trug entscheidend zu dessen Band IV der History of Labor in the United States (1935) bei und erhielt das Doktorat. Er lehrte von 1937 bis 1968 an der Brown University. Sein Gebiet war die labor history, die Geschichte der Arbeiterbewegung der Vereinigten Staaten, besonders der American Federation of Labor. Er war gut mit deren Gewerkschaftsführer George Meany bekannt. Weiter verfasste er Spezialgeschichten von mehreren Einzelgewerkschaften.
Er hatte Gastprofessuren an der Harvard University, Columbia University, University of Wisconsin, University of Michigan, University of Hawaii, war seit 1949 Mitglied der American Academy of Arts and Sciences und bekam 1976 zum Bicentennial (200-Jahr-Feier) der USA die Guggenheim Fellowship.

## Schriften
- Economics and Problems of Labor. Harrisburg, Pa.: Stackpole, 1942.
- The Structure and Government of Labor Unions. Cambridge, Mass.: Harvard University Press, 1954. ISBN 1-135-56116-8.
- The A.F. of L. in the Time of Gompers. Hardback reprint. New York: Harper & Brothers, 1957. ISBN 0-374-97734-8.
- The A.F. of L. from the Death of Gompers to the Merger. Hardback reprint ed. New York: Harper & Brothers, 1959. ISBN 0-374-97714-3.
- Organized Labor in American History. New York:  Harper & Brothers, 1964. ISBN 1-299-44114-9.
- Labor Politics American Style: The California State Federation of Labor. Cambridge, Mass.: Harvard University Press, 1968.  ISBN 0-674-50800-9.
- Corruption and Racketeering in the Labor Movement. Ithaca, N.Y.: Cornell University, 1970. ISBN 0-87546-247-2.
- United They Teach: The Story of the United Federation of Teachers. Los Angeles: Nash Publishing, 1974. ISBN 0-8402-1331-X.
- Organizing Dixie: Alabama Workers in the Industrial Era. Reprint ed. Greenwood, Colo.: Greenwood Press, 1981. ISBN 0-313-21447-6.
  - Gewerkschaftliche Außenpolitik: das Beispiel d. amerikanischen Gewerkschaften, Bund-Verlag, 1975, ISBN 978-3-7663-0097-3,                            ,

## Einzelbelege
1. ↑  Authors' Biographies | U.S. Department of Labor. Abgerufen am 5. Dezember 2022.

| Personendaten    | Personendaten                                      |
| ---------------- | -------------------------------------------------- |
| NAME             | Taft, Philip                                       |
| KURZBESCHREIBUNG | US-amerikanischer Ökonom und Wirtschaftshistoriker |
| GEBURTSDATUM     | 22. März 1902                                      |
| GEBURTSORT       | Syracuse (New York)                                |
| STERBEDATUM      | 17. November 1976                                  |
| STERBEORT        | Providence, Rhode Island                           |